# پژیاژنگ (استان پومرانی)
پژیاژنگ (به لهستانی:  Przyjaźń) یک روستا در لهستان است که در گمینا ژوکووو واقع شده است. پژیاژنگ ۱٬۲۰۶ نفر جمعیت دارد.